# Sphenomorphus maculicollus
Sphenomorphus maculicollus är en ödleart som beskrevs av  Christine D. Bacon 1967. Sphenomorphus maculicollus ingår i släktet Sphenomorphus och familjen skinkar. Inga underarter finns listade i Catalogue of Life.